# Contesa del monte Negrino
(Borno, Chiesetta della Dassa)
La contesa del monte Negrino fu una serie di azioni bellicose combattute tra la comunità della Val di Scalve e la comunità di Borno tra il VII ed il XVII secolo per il possesso del monte Negrino, nella media Val di Scalve.

## Cause
Secondo lo studioso Giacomo Goldaniga le cause dello scontro furono:
1. l'indiretta conseguenza dell'assimilazione da parte dei locali del diritto barbarico;
2. contesa tra numerosi soggetti investiti del luogo;
3. volontà della Val di Scalve di ottenere più territorio;
4. scontri tra il partito guelfo e quello ghibellino.

## Storia
L'inizio della controversia risale all'epoca barbarica successiva alla caduta dell'impero romano. Il vuoto di potere creatosi e la successiva ascesa di potentati locali crearono le basi per lo scoppio della contesa.
Già il 13 novembre 1018 24 Boni homines (vicini) della Val di Scalve fecero promessa al vescovo di Brescia Landolfo, a quello di Bergamo Alcherio, al conte del sacro palazzo di Bergamo Lanfranco e agli abitanti di Borno che non avrebbero accampato pretese sul monte Negrino. La stessa vadìa si ripropose nel 1091.
Negli anni successivi gli scalvini strapparono tutti i termini del confine e li ripiantarono a loro piacimento, poi assaltarono e uccisero due malgari di Borno rapinando nove buoi e numerose funi.
I contrasti continuarono nel tempo, noto il tentativo di pacificazione del 1411 da parte di San Bernardino da Siena, che si trovava a Clusone .
Nel 1516 l'imperatore Massimiliano di transito in Val Camonica concesse ai bornesi di saccheggiare ed incendiare la valle di Scalve. L'imperatore inviò il conte Lodrone a Castione con un piccolo esercito, ma gli scalvini si salvarono pagando un tributo di 500 ducati. I bornesi però assalirono con 600 armati gli abitati di Azzone, Dosso, Pradella e Serta, uccidendo numerose persone. A loro volta gli scalvini in numero di 300 si recarono su Negrino e fecero strage di malgari, cavando loro gli occhi, la lingua, i denti e gli intestini (coradele) portandoseli via come trofeo.
Nel 1517 essendo la zona divenuta di possesso della Serenissima, venne ordinato a Mastro Beranado di Napoli di costruire un modello plastico in miniatura del monte e portarlo a Venezia di modo che i giudici potessero deliberare sui confini.
(Gregorio Brunelli, Curiosi trattenimenti contenenti ragguagli sacri e profani dei popoli camuni, 1698)
Nel mese d'agosto del 1517 il figlio di ser Tonolo del Pelato di Azzone mentre ritornava dalla Val Sabbia fu catturato ed arso sulla piazza di Borno; nello stesso anno vennero assaliti cinque garzoni della val di Scalve, di cui due furono uccisi.
Nel maggio del 1518 i bornesi scorticarono vivo Giovanni Belingieri di Scalve e lo bruciarono in una carbonaia a causa di una mula che aveva sconfinato nel pascolo. Sempre nello stesso anno gli abitanti di Borno uccisero due membri della nobile famiglia Capitanei: a questo fatto seguì la ritorsione di Gelmino Capitanei che, radunato un numero di gente armata, scese fino a Piamborno, dove abitava il principale assassino degli scalvini, lo ammazzò e strappatogli il cuore lo portò come trofeo a Vilminore.
Il 15 aprile 1524 il giureconsulto veneto confermò il possesso del monte Negrino agli abitanti di Scalve: essi dovevano versare una somma di compenso ai bornesi. Sul Negrino avvenne quindi la presa di possesso del terreno con una cerimonia che vide la consegna simbolica del terreno dalle mani degli uomini di Borno agli scalvini.
I bornesi non accettarono la sconfitta giudiziaria ed iniziarono una sanguinosa rappresaglia. In una querela del 1530 si legge di numerosi assalti e violenze contro gli scalvini di transito per il territorio di Borno. Nel 1538 le due comunità chiusero le frontiere tra le valli e bande armate sorvegliarono i passi impedendo il passaggio a chiunque. Il 1º agosto 1539 venne emessa una bolla con la quale si intimò di riaprire i passi pena ingenti sanzioni. Così venne fatto.
Il 2 luglio 1634 vi fu il miracolo dell'apparizione della Madonna a Colere in una località di confine tra i due abitati. Vennero riportati dei miracoli che incentivarono le popolazioni delle due comunità a recarsi in pellegrinaggio in questo posto. Questa situazione portò al miglioramento delle relazioni tra le due comunità che portò nel 1682 a siglare un compromesso.
Esso venne deliberato dalle vicinie di Borno (58 sì e 2 no) e di Scalve (sì unanime) e siglato dalla comunità di Valle Camonica e di Scalve. Esso comportò la cessione dei privilegi bornesi sul Negrino e la sistemazione di un confine lungo il limite orografico della Corna di san Fermo.